# Kyphosus vaigiensis
Kyphosus vaigiensis is een straalvinnige vissensoort uit de familie van loodsbaarzen (Kyphosidae).
De wetenschappelijke naam van de soort werd voor het eerst geldig gepubliceerd in 1825 door Jean René Constant Quoy en Paul Gaimard. De soort werd ontdekt op de eilanden van West-Papoea op de expeditie van de Franse korvetten l'Uranie en la Physicienne van 1817-1820; de naam verwijst naar het eiland Waigeo.